# Darkstep
Darkstep (Darkside drum and bass) – odmiana muzyki drum and bass, która cechuje się mrocznym, pogrążonym brzmieniem, ciężkimi liniami basu i przede wszystkim agresywnymi sekcjami perkusyjnymi, nierzadko okraszonymi zmodyfikowanym wokalem.
Jeden z pierwszych podgatunków d'n'b. Darkstep to pomost pomiędzy hardcorem, jungle a d'n'b i z tej perspektywy powinien być postrzegany, ponieważ utwory mogą nosić cechy tych właśnie gatunków w różnych proporcjach.
Produkcji z tego nurtu mogą płynnie przechodzić pomiędzy niepokojącym i hipnotycznym a wyjątkowo agresywnym i ostrym nastrojem, poprzez zmianę metrum lub tempa utworu wyrażonego w bitach na minutę. Efekty te mogą być zastosowane nawet w jednej pętli.
Wykorzystywane sample to wszelkiego rodzaju odgłosy i hałasy, budujące specyficzną atmosferę, przez co muzyka ta może być nieprzyjemna i uciążliwa dla niektórych osób.
Głównym założeniem darkstepu jest tworzenie mrocznego i "schizowego" klimatu.
Darkstep często bywa mylony z neurofunkiem, który posiada podobne założenia, a także 
podobny wydźwięk.
Zespoły Darkstep'owe:
- Gancher & Ruin
- Katharsys
- Current Value
- The Panacea
-  Forbidden Society
- Counterstrike